# أومو غيتو: الملحمة (فلم)
أومو غيتو: الملحمة (بالإنجليزية: Omo Ghetto: The Saga) هُو فيلم عصابات ‏ وكوميديا نيجيري صدر سنة 2020، وأُخرج بشكل مشترك من الثنائي فونكي أكينديلي وJJC Skillz.